# Козельці східні
Козельці східні (Tragopogon orientalis) — вид рослин з родини айстрових (Asteraceae), поширений у Європі й на схід до Сибіру та західних Гімалаїв.

## Опис

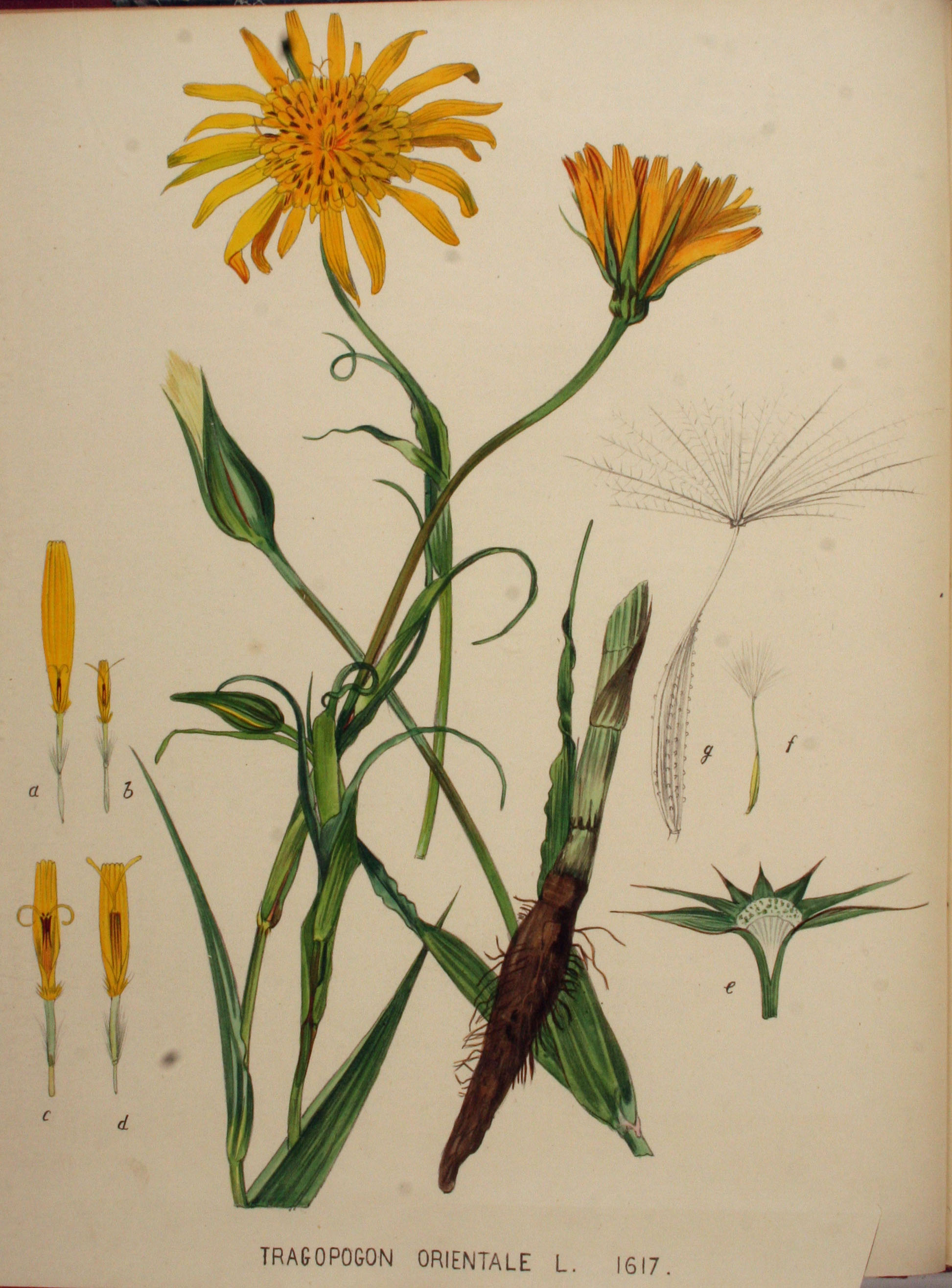
ілюстрація

Дворічна рослина 30–120 см заввишки. Рослина гола. Листки світло-сизі, лінійні або ланцетні, плоскі або хвилясті; верхні — ланцетні або коротші. Листочки обгортки значно коротші від крайових квіток. Квітки золотисто-жовті або оранжево-жовті; пильовики жовті з поздовжніми коричневими смужками. Сім'янки гостро-шорсткі, нерідко 5-гранні, неглибоко борознисті, гладкі, носики довші від сім'янок чи рівні їм.

## Поширення
Поширений у Європі й на схід до Сибіру та західних Гімалаїв.
В Україні вид зростає на луках, схилах, узліссях — у Карпатах, Розточчі-Опіллі, на Поліссі та в Лісостепу.

## Використання
Кормова, медоносна рослина.